# 竹とんぼ

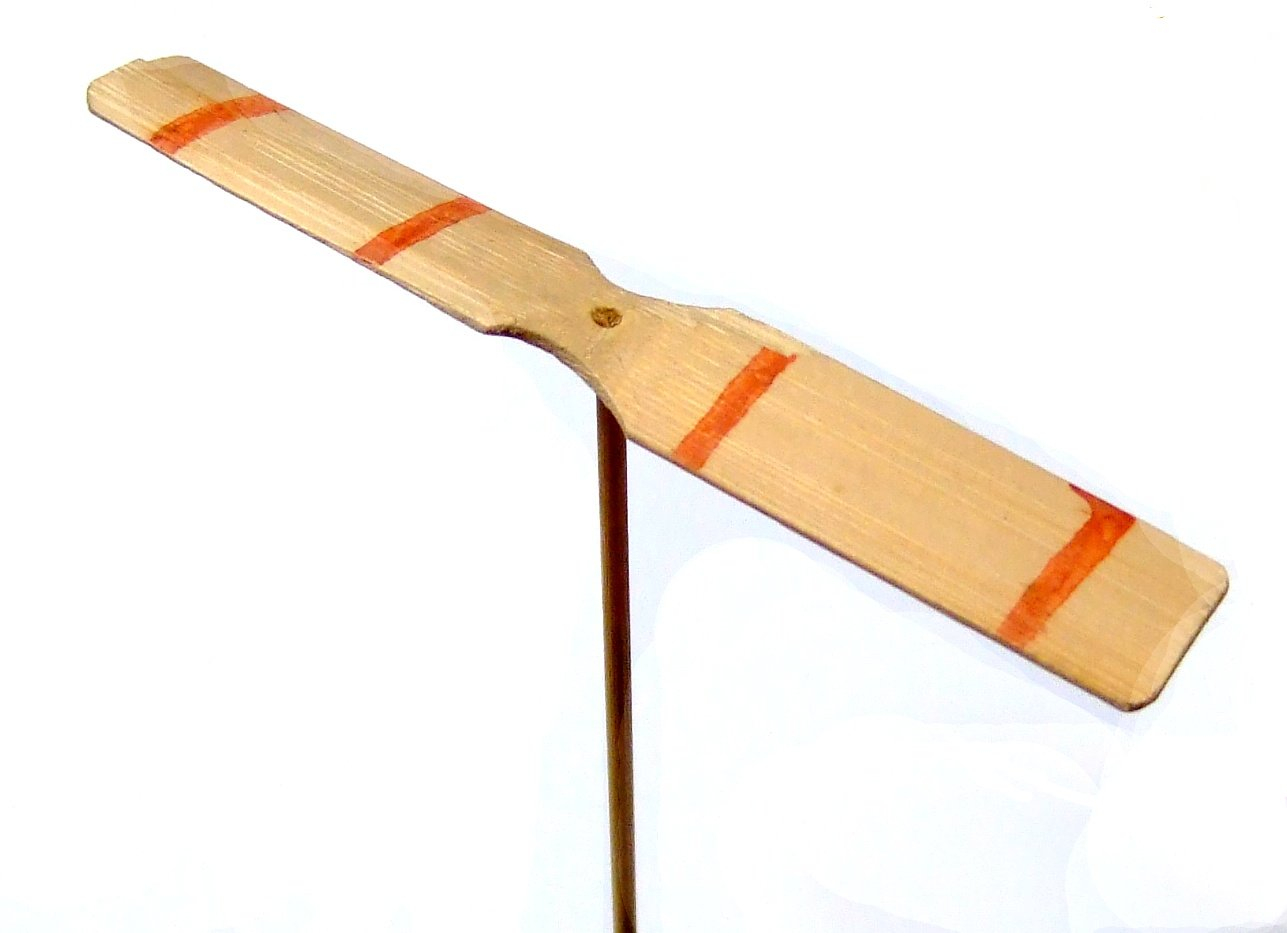
竹とんぼ

竹とんぼ（たけとんぼ、竹蜻蛉）とは、回転翼と翼をまわすための軸によって構成される中国の伝統的な飛翔玩具である。

## 歴史
中国に古くからあり、東晋時代に葛洪が著した道教と煉丹術の文献『抱朴子』にも「飛車」というものがでてくる。15世紀にはヨーロッパに伝わったとみられ、聖母子像の中にはこのような玩具を持った絵もあり、ルネサンス期のヨーロッパの芸術にも影響を与えている。このことから中国学者のジョゼフ・ニーダムらは竹とんぼはヘリコプターの始祖となったとしている。
日本への伝来時期は不明だが奈良時代後半頃の長屋王邸跡から類似の木製品が出土している。平安時代や鎌倉時代の遺跡数ヶ所からの出土例もある。腐敗しやすい木製であるため例は限られている。

## 構造

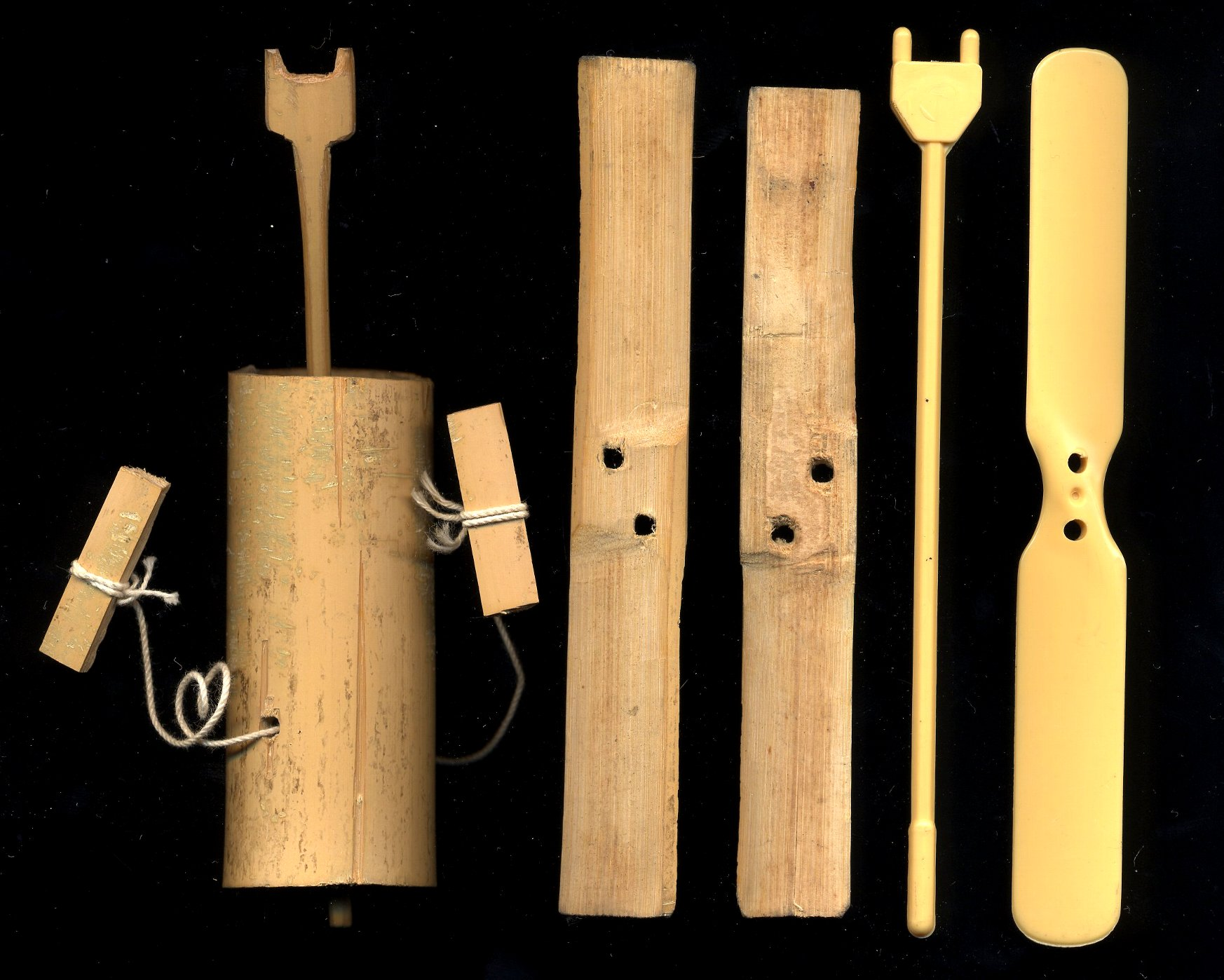
巻きつけ糸を使用する竹製（左）とプラスチック製（右）

竹を切り出してプロペラ状の竹片とし硬い竹ひごを軸となる心棒として取り付けたもの。名が示すとおり本来は竹製玩具であるが、プラスチック製など材質を変えたものもある。心棒を両手の手のひらでこすり合せるように回転させてプロペラの揚力で空へ飛ばす。
竹とんぼの中には翼部分に2つの穴があり2股の心棒を用いて翼（プロペラ）だけ飛ばすものもある。さらに、巻きつけた糸を使うなどして回転翼部分のみを回転させ、これのみ飛翔する場合がある。翼の効率が同じなら翼が分離する型のほうが軽いため高く飛ぶ。
テニスラケットの定理により、心棒の長さには飛行が不安定になる領域が有りそれより長く、もしくは短くする必要がある。
推進力は軸部分を回転させることで得る。上のように簡易なものの場合は両掌を相互に逆方向へすり合わせる動きで軸を回転させ利用するが、糸などで軸をコマのように回転させて揚力を得る場合には、軸に巻きつけられた糸を引くことによって、揚力を得る。
離陸時に与えられた回転力が慣性力として蓄えられ上昇する。慣性力による回転力が失われると下降する。
一般的な竹とんぼはヘリコプターと違ってローターのピッチが固定であるため、オートローテーションが出来ない。ヒンジを取り付けることで降下時も揚力を発生させるとともに回転数の低下を抑えることができ、滞空時間が向上する。

## イベント
- 全国竹とんぼ競技大会 - 飛距離や滞空時間を競う全国大会